# Rembrandttoren
De Rembrandttoren (officieel Rembrandt Tower) is de hoogste wolkenkrabber van Amsterdam en is genoemd naar de schilder Rembrandt van Rijn. 

## Gebouw

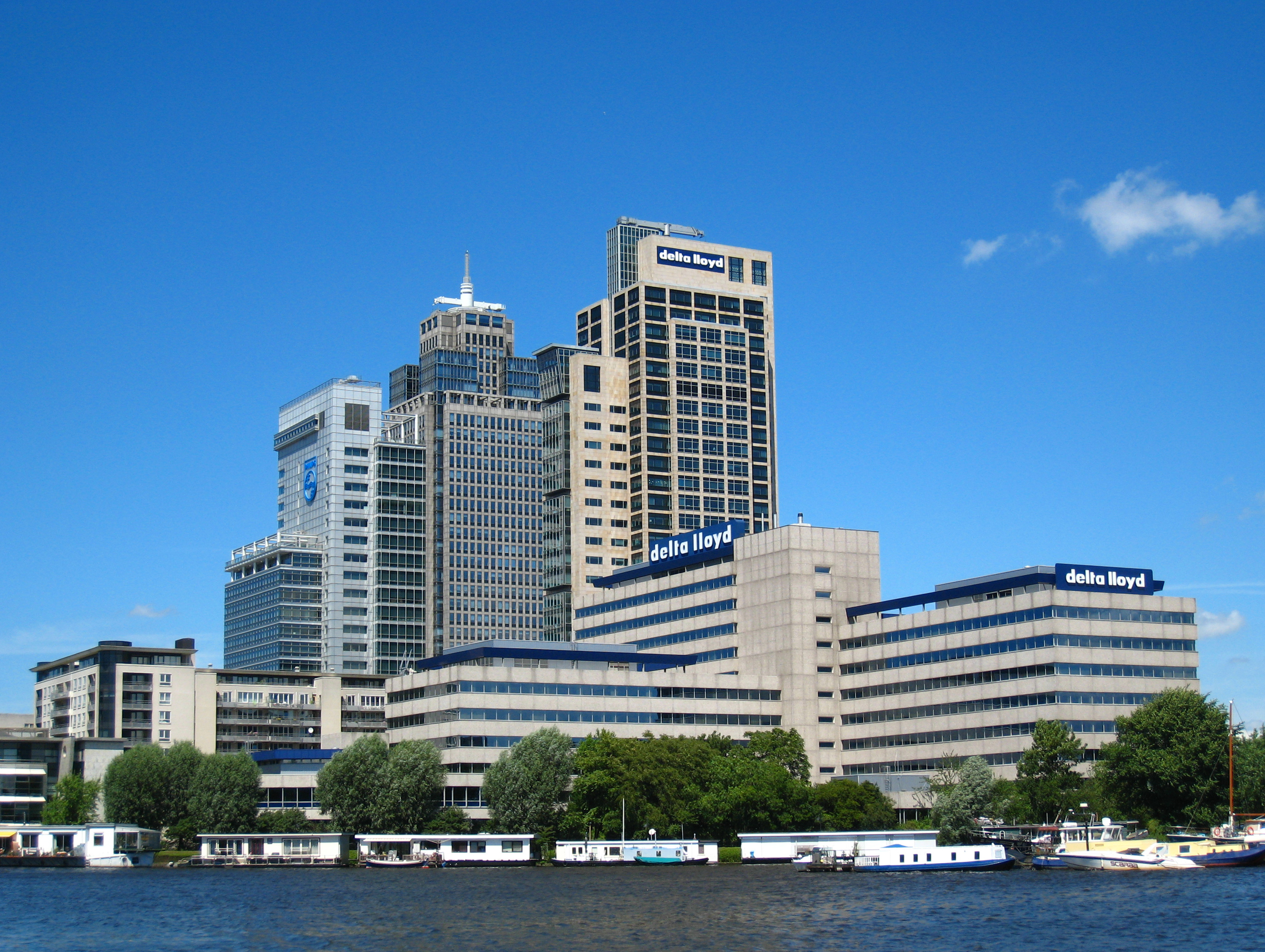
De Omval met Rembrandttoren tussen Breitner- (links) en Mondriaantoren (rechts), gezien vanaf de overkant van de Amstel (2007)

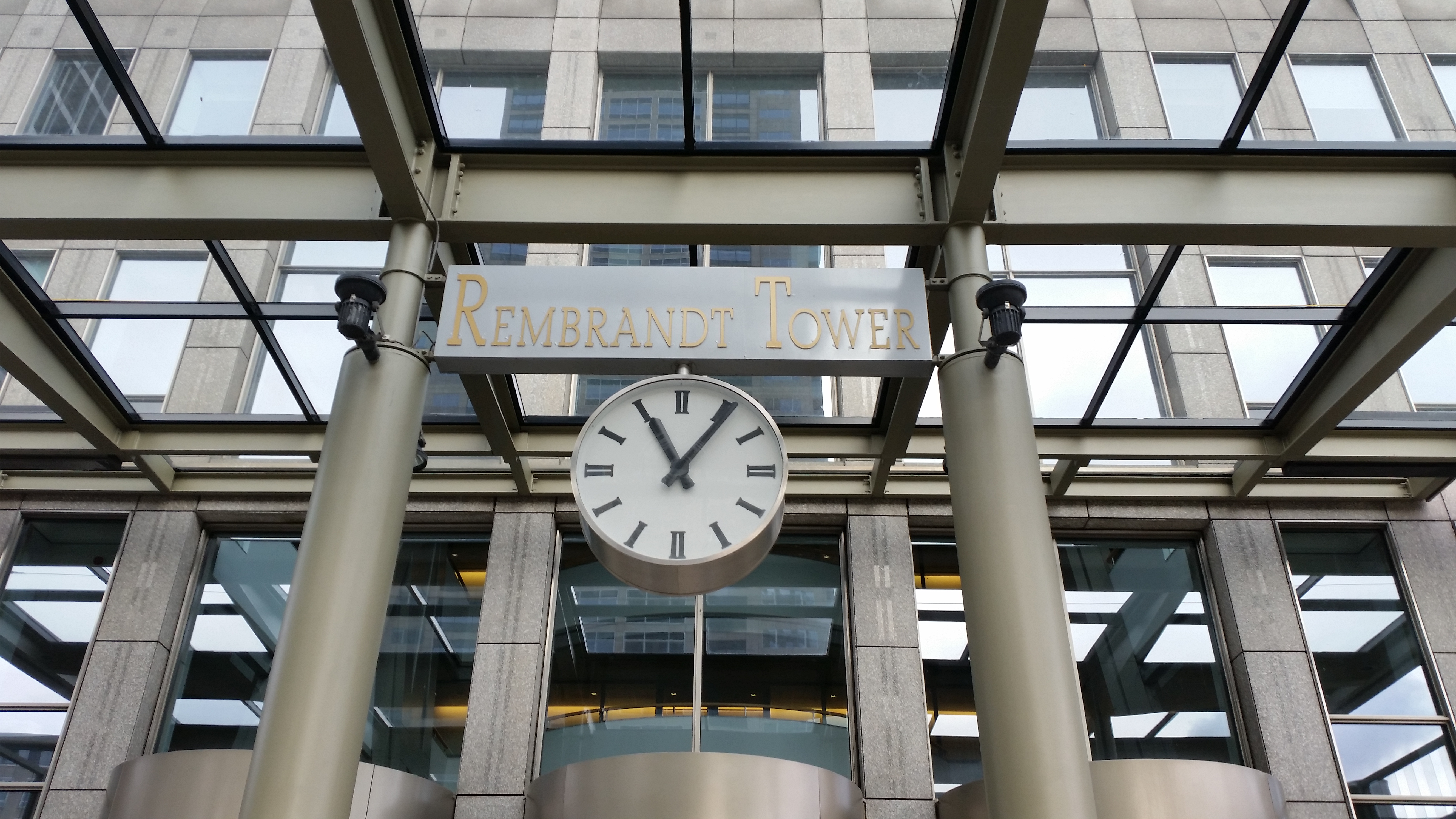
Luifel van de Rembrandttoren (oktober 2019)

De toren werd gebouwd op een terrein tussen de Spoorlijn Amsterdam - Utrecht (oost), Leeuwenburg (noord) en de Weesperzijde (west). De werktitel Amstelhoek verwijst naar het buurtje Amstelhoek en de Amstelhoekstraat met woningen en winkels. In 1984 was er nog sprake van dat er een kantoortoren van zestig meter hoog gebouwd zou worden. Als er daadwerkelijk gebouwd gaat worden, zijn de plannen van exploitatiemaatschappij Sedijko gewijzigd; er komt een kantoortoren van 125 meter hoog; het is dan 1988. Het maakt deel uit van een herinrichting van dit voormalige industriegebied, waaronder ook het schiereilandje De Omval. Er werd ingezet op kantoor- en woningbouw. De achterliggende wijk De Wetbuurt aan de overkant van het spoor maakte nog bezwaar vanwege de schaduw die het gebouw over hun wijk zou leggen.
De bouw startte in 1992 en het duurde enige tijd voordat de bouw van de wolkenkrabber zichtbaar werd. Er werd eerst gewerkt aan een ondergrondse parkeerkelder van vier etages hoog. Daartoe werden meer dan vijftig heipalen van zestig meter lengte de drassige grond ingestampt. Pas in 1993 werden bovengrondse werkzaamheden gezien. Er werd een nieuwe bouwmethodiek toegepast. Aan de betonnen binnenkern, uiteindelijk de dienst- en liftruimte, werden twee hijskranen bevestigd, die zichzelf om-en-om langzaam langs de schacht aangebrachte kooiconstructies omhoog hezen. Het ontwerp kwam van de architecten Peter de Clercq Zubli en Tom van der Put van ZZDP Architecten, in samenwerking met Skidmore, Owings and Merrill (SOM). Het ontwerp is deels geïnspireerd op het Empire State Building in New York. Aan de betonnen schacht is een lichtere staalconstructie gehangen met de kantoorvloeren, zodat er open ruimten ontstonden zonder kolommen.
De toren is inclusief een 15 meter hoge antenne 150 meter hoog en telt 35 verdiepingen. Ze werd in de zomer van 1995 in gebruik genomen. De toren werd in het najaar van 1995 geopend; er waren toen nog nauwelijks huurders/gebruikers gevonden. Tijdens enkele open dagen in december 1995 hield het Rembrandthuis er een tentoonstelling.
Aan de zuidoostkant van de Rembrandttoren kwam een parkeerstrook voor reizigers van het Amstelstation (P+R) en een pompgebouw. De toren kreeg als postadres Amstelplein 1; haar ingang staat aan de zuidgevel. Het was enige tijd de hoogste trouwlocatie in Nederland.
Conform de eerdere plannen kreeg de Rembrandttoren in 2001 gezelschap van twee andere kantoortorens. De Mondriaantoren (30 verdiepingen) en de Breitnertoren (23 verdiepingen) werden (wel) gebouwd op het dan geheel onder het zand verdwenen schiereilandje De Omval. Philips huisde enkele jaren in de Rembrandttoren, maar verhuisde in 2002 naar de ernaast gelegen Breitnertoren. Het kantoorgebouw van Delta Lloyd aan de Spaklerweg kreeg ook een vernoeming naar een schilder: Tooropgebouw.

## Gijzeling
De Rembrandttoren kwam op 11 maart 2002 in het nieuws door een gijzelingsactie van een 59-jarige man die aandacht vroeg voor zijn strijd tegen de breedbeeldtelevisie van Philips. Philips was echter al een half jaar eerder uit het gebouw vertrokken. De gijzeling eindigde met de zelfmoord van de man. Op deze gebeurtenis werd de film Off Screen gebaseerd, met Jan Decleir in de rol van gijzelnemer.

## Fotogalerij

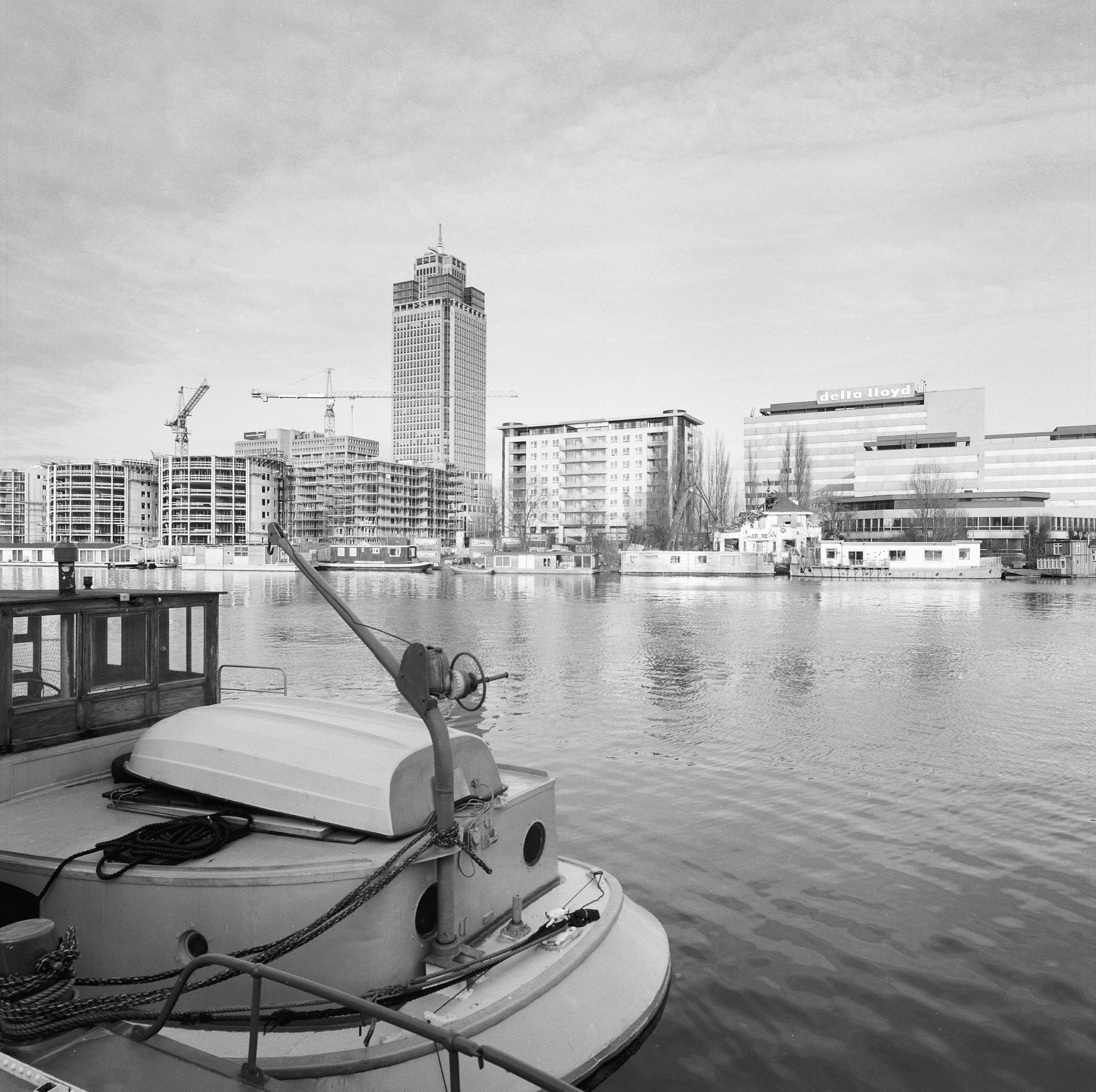
De Rembrandttoren in de 1997 nog zonder de andere hoogbouw
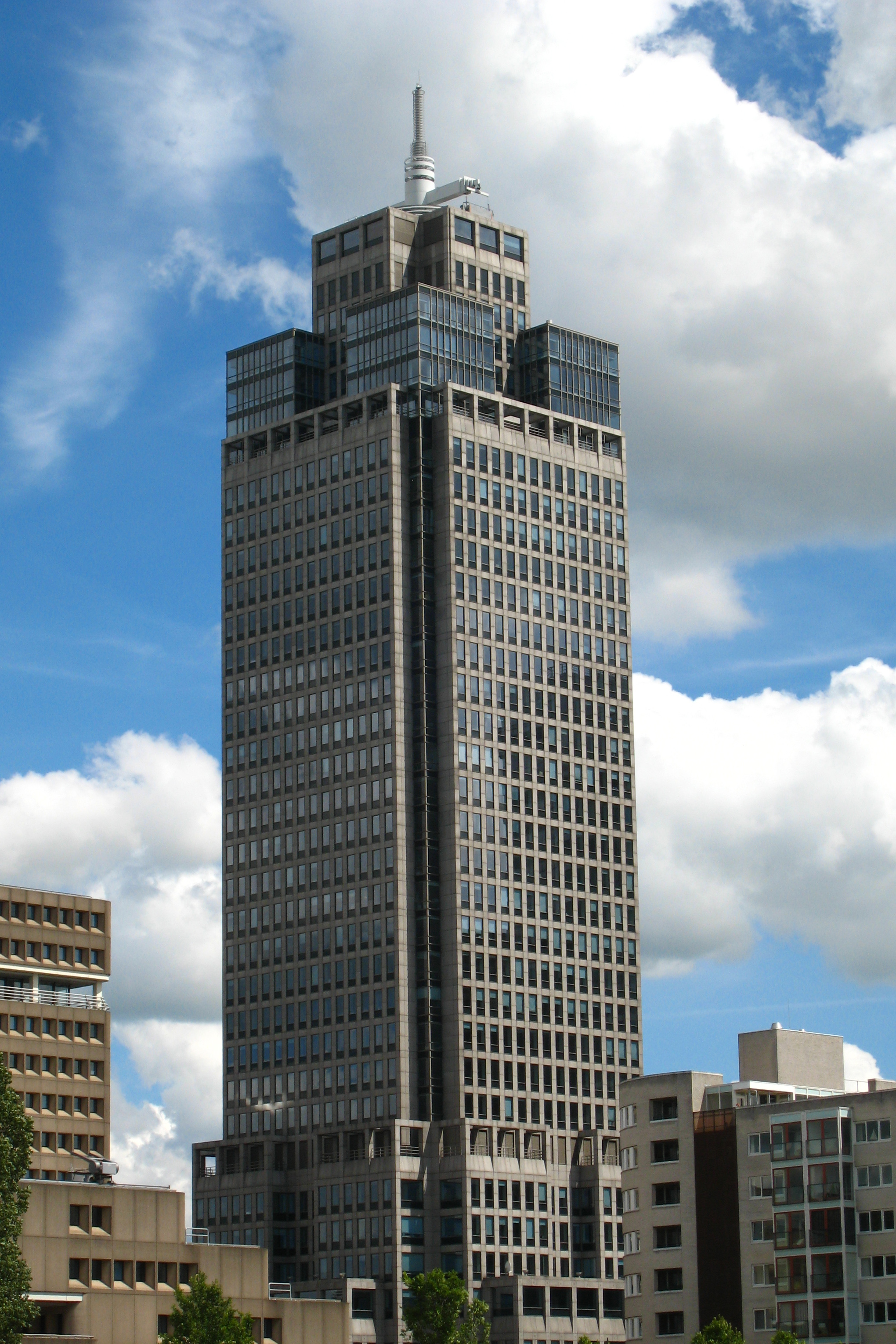
De Rembrandttoren in 2007
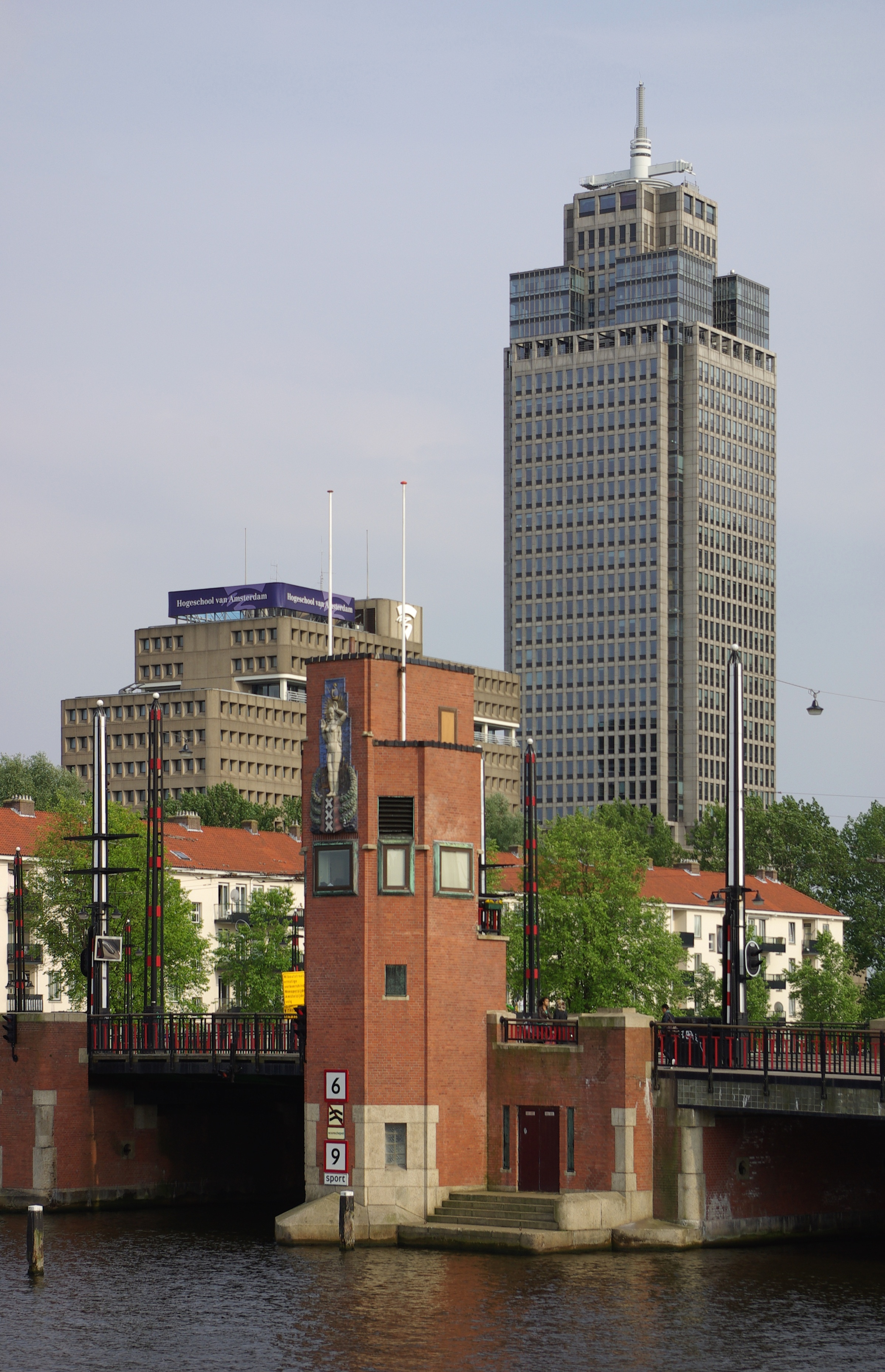
De toren achter de Berlagebrug (2011)
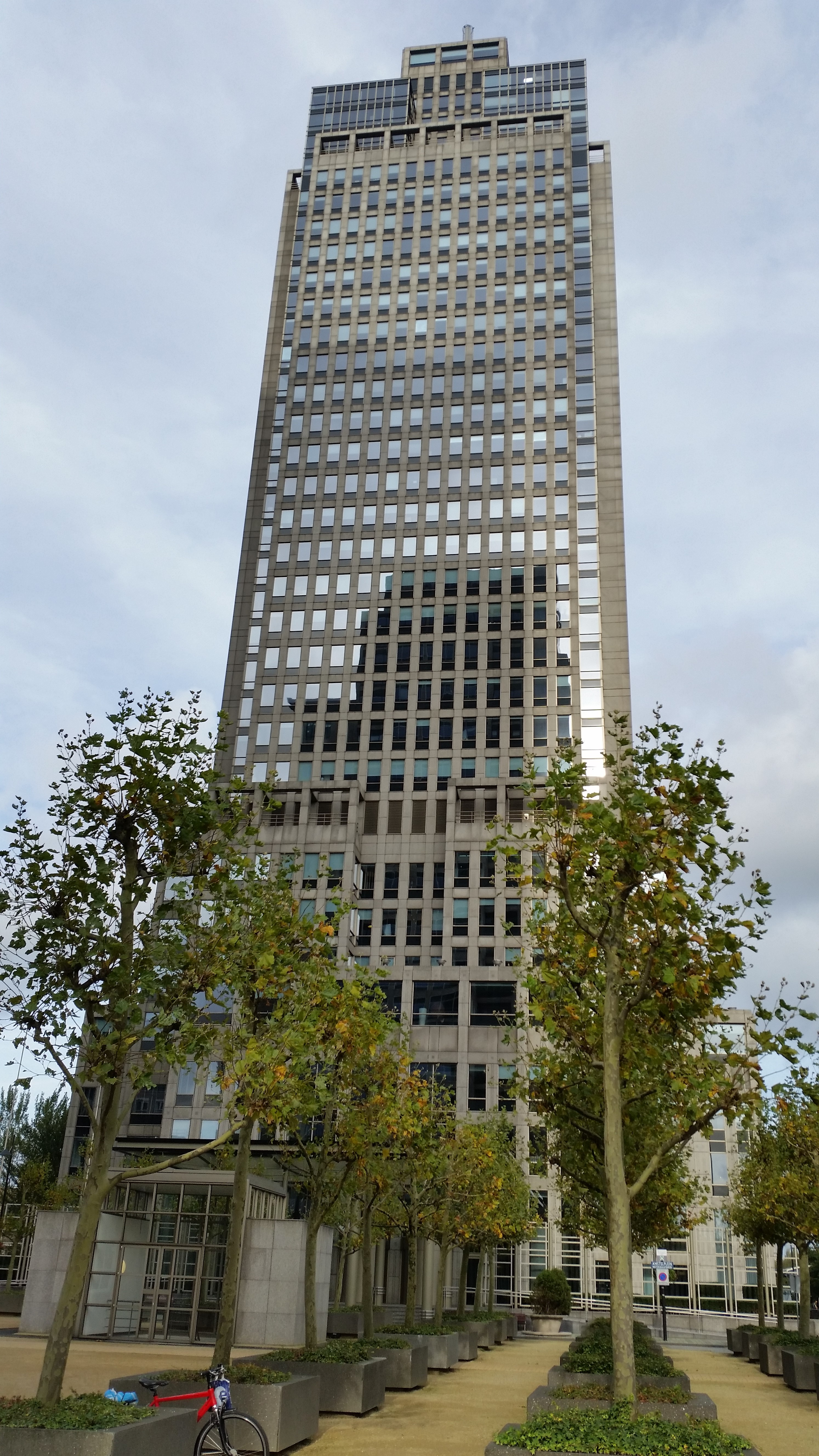
Voorkant van de Rembrandttoren vanuit het zuiden (2019)

Rembrandttoren · Mondriaantoren · Y-Towers · Amsterdam Symphony · WTC H Toren · ABN AMRO-hoofdkantoor · Amstel Tower · Ito-toren · Valley · Millennium Tower · Crystal Tower · The Sharing Tower · Teleport Tower · Viñoly · Breitnertoren · Oval Tower · The Rock · Pontsteiger · La Guardia Plaza · Cross Towers · New Amsterdam · UNStudio Tower · Boekhuis · IJ-toren · A'DAM Toren · Hourglass · Vivaldigebouw · Okura Hotel · 900 Mahler · De Nederlandsche Bank · Xavier · De Spakler
Cooltoren (Rotterdam) · Delftse Poort (Rotterdam) · FIRST (Rotterdam) · Hoftoren (Den Haag) · JuBi-gebouw (Den Haag) · De Kroon (Den Haag) · Maastoren (Rotterdam) · Millenniumtoren (Rotterdam) · Mondriaantoren (Amsterdam) · Montevideo (Rotterdam) · New Babylon (Den Haag)  · New Orleans (Rotterdam) · The Red Apple (Rotterdam) · Rembrandttoren (Amsterdam) · De Rotterdam (Rotterdam) · Het Strijkijzer (Den Haag) · Westpoint (Tilburg) · World Port Center (Rotterdam) · De Zalmhaven (Rotterdam)
Achmeatoren (Leeuwarden) · Alphatoren (Enschede) · Carlton (Almere) · Erasmusgebouw (Nijmegen) · Europees Octrooibureau (Rijswijk) · EWI-gebouw (Delft) · Hondsrugtoren (Emmen) · Innovatoren (Venlo) · Kempkensberg (Groningen) · Niko (Eindhoven) · Provinciehuis ('s-Hertogenbosch) · Rabobank (Utrecht) · Sardijntoren (Vlissingen) · IJsseltoren (Zwolle)